# Chiostro Grande di Santa Maria Novella

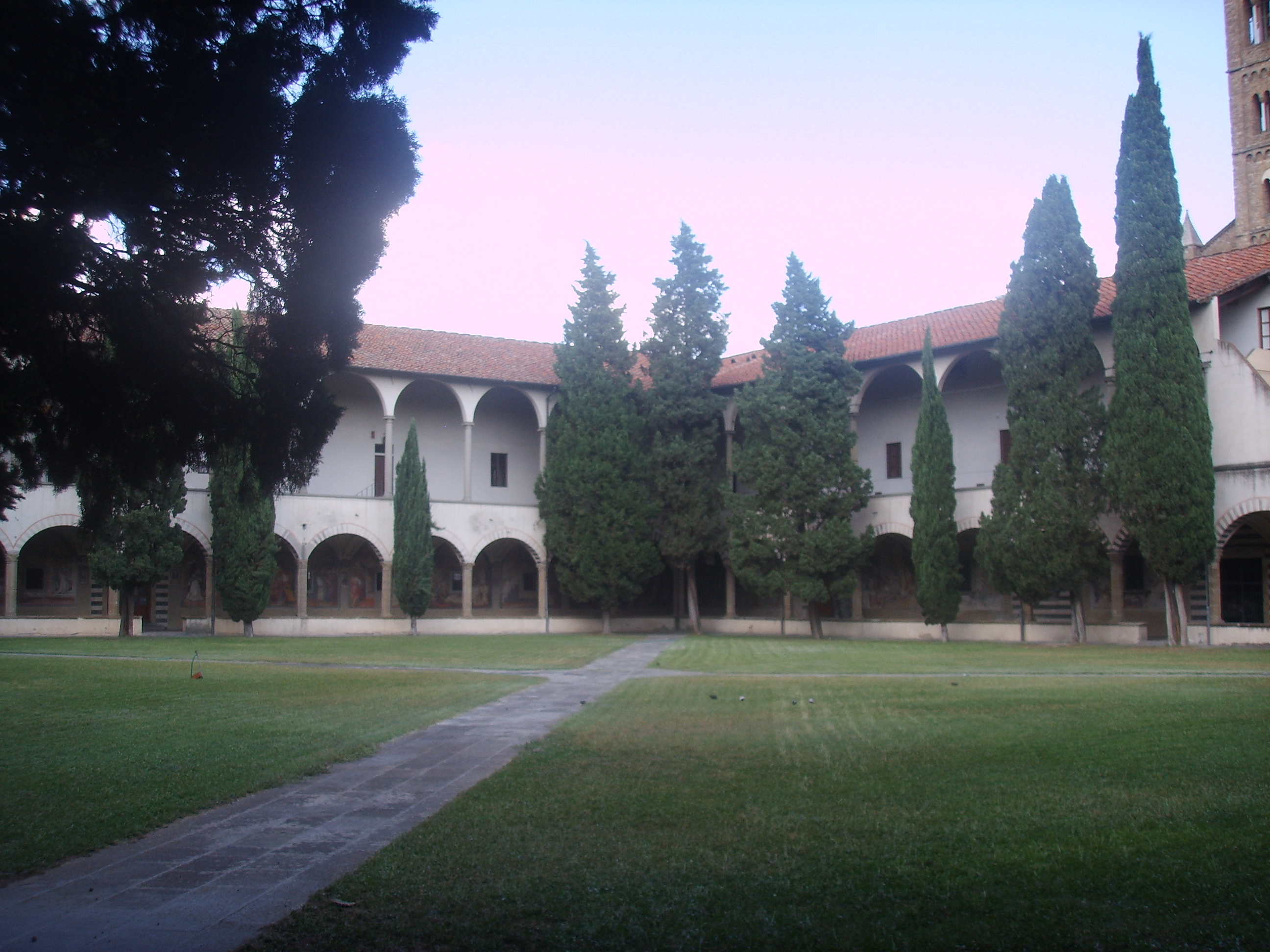
Veduta del Chiostro Grande

Il Chiostro Grande fa parte del convento di Santa Maria Novella a Firenze ed è il più grande della città. È completamente affrescato nelle lunette da alcuni dei maggiori artisti fiorentini del periodo 1580-1585. È chiamato anche Secondo chiostro perché fu realizzato dopo il cosiddetto Chiostro Verde, attiguo alla basilica.

## Storia

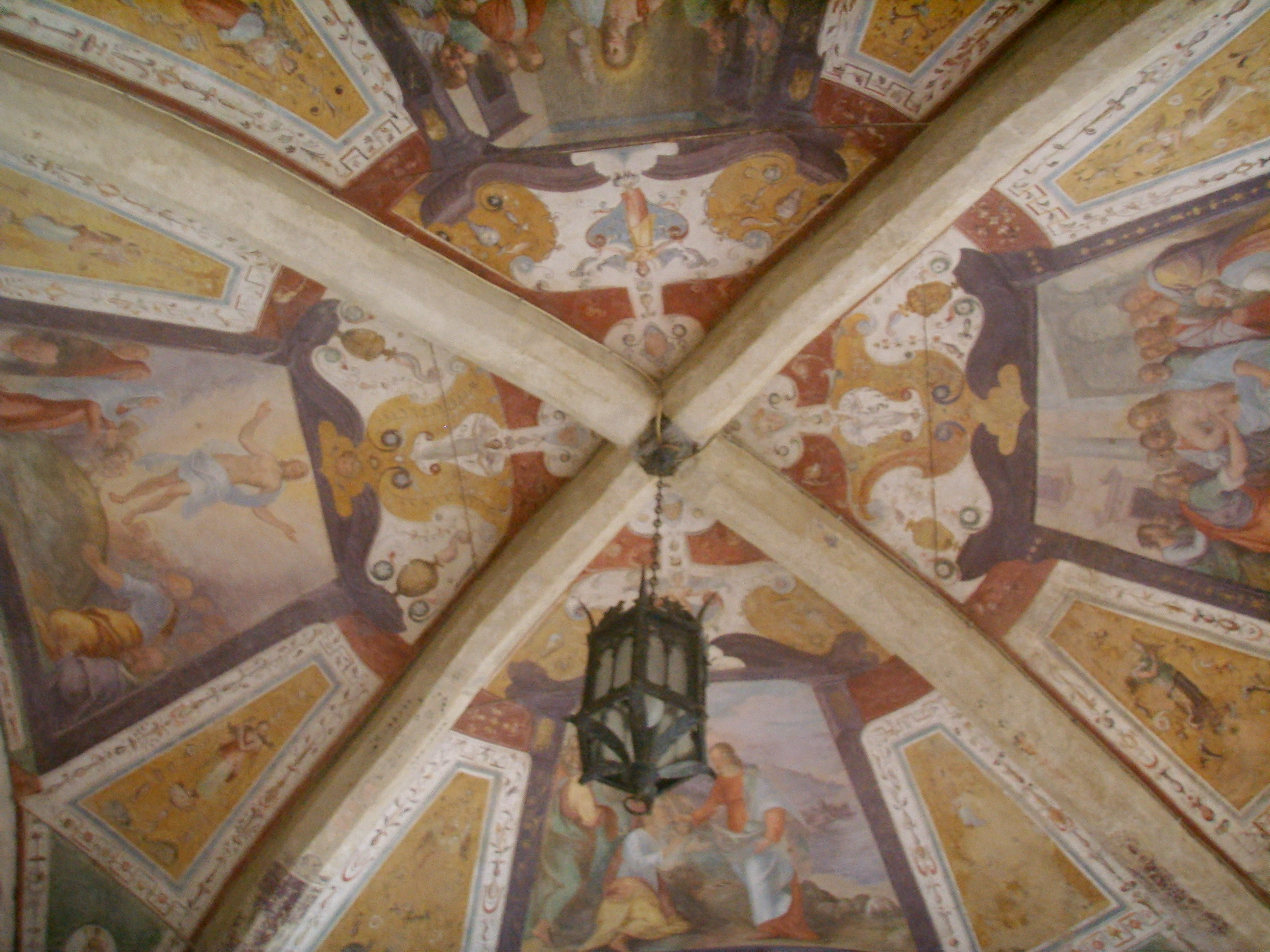
La volta affrescata dell'angolo sud-est

Il chiostro fu edificato con gli ampliamenti del convento del 1340-1360 ed è composto da 56 arcate interne a tutto sesto, alle quali corrispondono sessanta grandi lunette, delle quali 53 affrescate, più le volte ai quattro angoli dipinte a grottesche e i ritratti di frati domenicani tra lunetta e lunetta. I pilastri sono in pietra serena mentre gli archi sono dipinti a strisce bianche e nere, in imitazione dei marmi policromi. La sua grandezza e maestosità rifletteva l'importanza dell'Ordine Domenicano in città. Fu realizzato anche grazie al contributo di alcune famiglie fiorentine i cui stemmi si possono vedere su alcuni pilastri. Attorno vi si aprivano i dormitori, sia al piano superiore che inferiore, e sul lato settentrionale quello che sarebbe diventato l'appartamento papale, usato dai pontefici in visita a Firenze. 
Negli anni 1562-1592 l'architetto Giulio Parigi su committenza di Eleonora da Toledo, moglie del Granduca Cosimo I, rimaneggiò il chiostro e nello stesso periodo si procedette alla decorazione a affresco, commissionata a numerosi artisti fiorentini vissuti a cavallo tra il Cinque e il Seicento (tra i più noti Bernardino Poccetti, Santi di Tito, Ludovico Cigoli, Alessandro Allori, ecc.). 
Nel 1734 fu leggermente ammodernato, sistemando la lastricazione, rifacendo i basamenti delle colonne e facendo affrescare alcune lunette senza pitture. Al centro fu sistemato il prato e fu chiuso il pozzo, sopra al quale fu eretta una statua del fondatore del convento, il beato Giovanni da Salerno, oggi rimossa.
Dal 1920 fa parte della Scuola Marescialli e Brigadieri Carabinieri. Nel 1966 le pitture furono danneggiate dall'alluvione di Firenze, quando l'acqua arrivò a circa un metro di altezza. I restauri sono già completati per i lati nord e ovest dove si trovano le pitture dei maestri più importanti, mentre vengono gradualmente completati gli altri con un lavoro tuttora in corso.
Il Chiostro Grande, con la Cappella dei Papi e altre parti del convento, faceva parte dal 1920 della Scuola Marescialli e Brigadieri dei Carabinieri, quindi essendo una zona militare non era aperta al pubblico. Dal 2012 è stato reso accessibile al pubblico ed è entrato a far parte del complesso museale di Santa Maria Novella.

## Descrizione

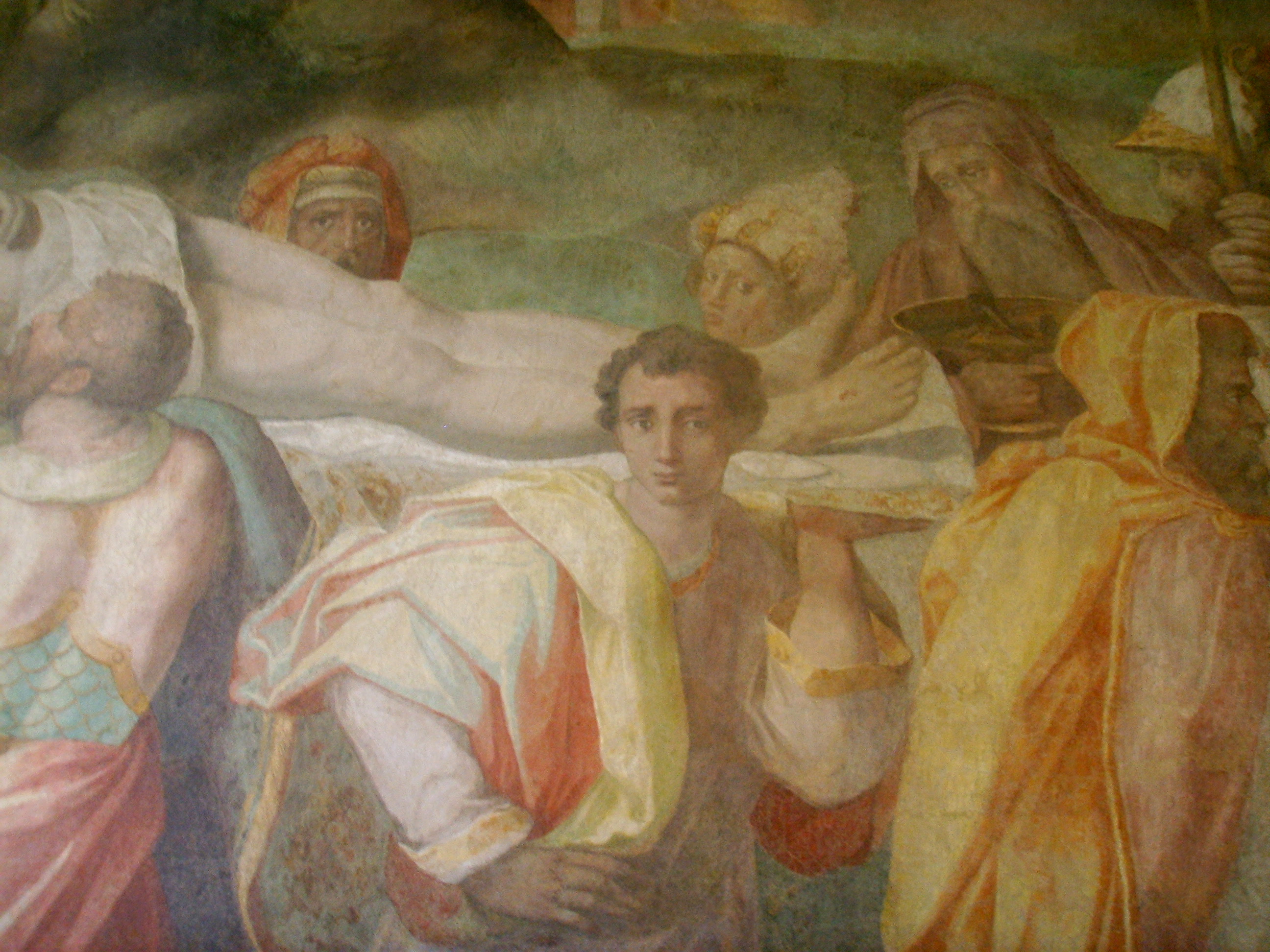
Alessandro Allori e Giovanni Maria Butteri, Trasporto del corpo di Cristo (dettaglio)

Il ciclo di affreschi fu in larga parte realizzato tra il 1581 e il 1584, se si escludono 5 lunette realizzate a integrazione verso il 1730. Per le pitture furono scelti alcuni tra i più noti pittori dell'epoca attivi in città, come Bernardino Poccetti, Alessandro Allori, Santi di Tito, Cosimo Gamberucci, Ludovico Cigoli e altri nomi secondari che comunque hanno dato una prova importante della loro pittura, come Giovanni Maria Butteri, Ludovico Buti, Alessandro Fei, Simone Ferri da Poggibonsi, Lorenzo Sciorina, Benedetto Veli. La maggior parte di questi artisti sono gli stessi che lavorarono alla decorazione dello Studiolo di Francesco I in Palazzo Vecchio.
Il tema del ciclo sono le Storie di Cristo e di santi domenicani e si dispiega dall'angolo sud-ovest, vicino alla cappella di San Niccolò, dove è rappresentata la Natività e prosegue in senso orario con le Storie di san Domenico, intervallate da qualche parallela Storia di Gesù, per tutto il lato ovest e nord. Il lato est è occupato dalle Storie di san Pietro Martire e di san Vincenzo Ferrer, mentre il lato sud è quello con le scene più recenti, ciascuna dedicata a un santo domenicano diverso. In cima alle lunette al centro in genere è dipinto un cartiglio con una descrizione delle scene, dal quale sono stati tratti i titoli semplificati delle opere. Salvo dove indicato diversamente, le lunette risalgono tutte al 1581-84.

### Lato ovest

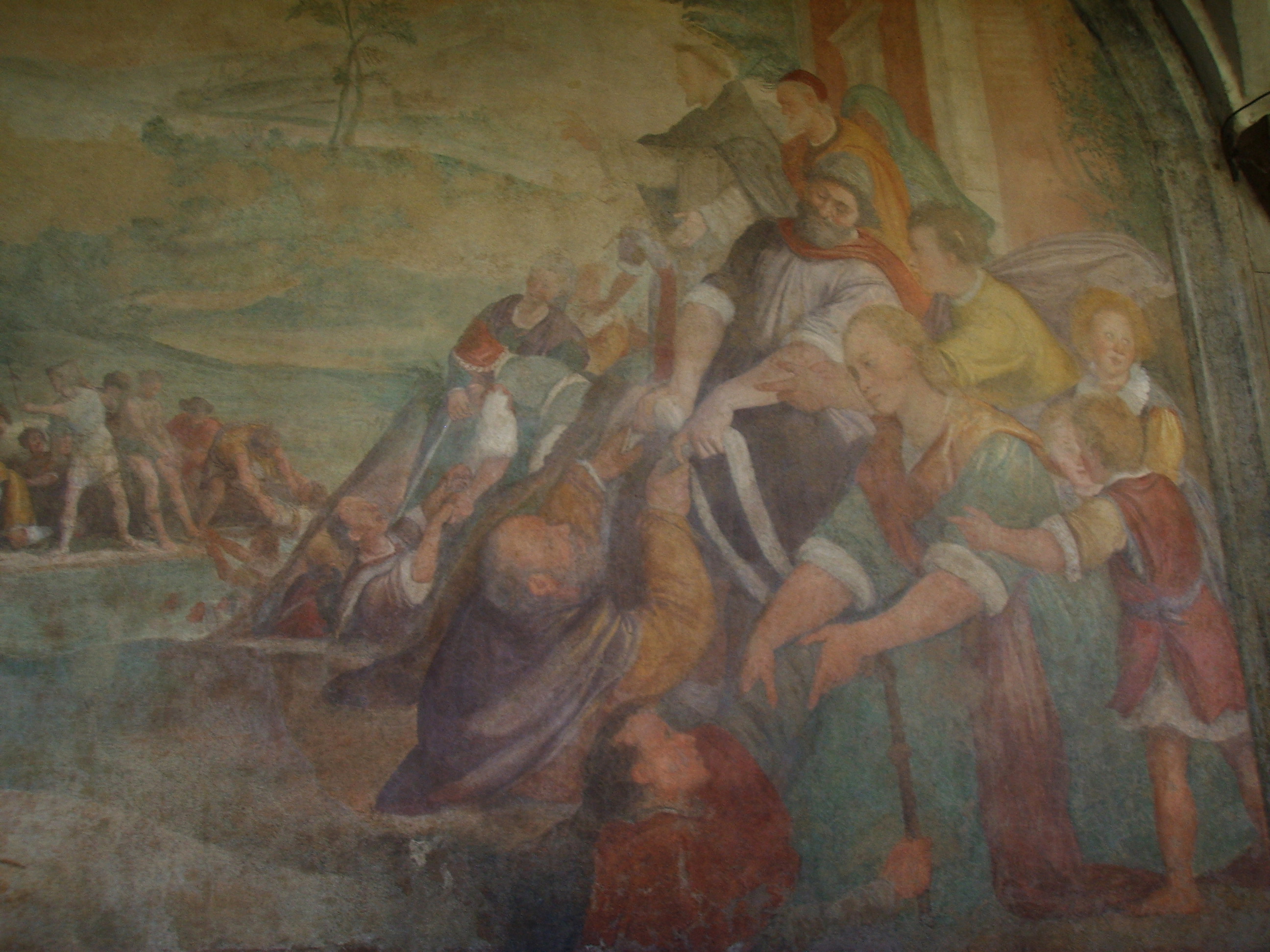
Santi di Tito, San Domenico salva 40 naufragi (dettaglio)

Questo è l'unico lato dove tutte e diciotto lunette sono affrescate. Il ciclo inizia all'estremità sinistra con la prima lunetta del lato sud ed è dedicato a San Domenico con qualche parallelismo nella vita di Cristo.
1. Bernardino Poccetti, Missione degli apostoli
2. Bernardino Poccetti, Predicazione di Gesù
3. Bernardino Poccetti, Nascita di San Domenico
4. Bernardino Poccetti, San Domenico converte matrone eretiche
5. Bernardino Poccetti, La prova del fuoco
6. Bernardino Poccetti, San Domenico predica la crociata
7. Santi di Tito, San Domenico salva 40 naufragi
8. Simone da Poggibonsi, Gregorio IX ha la visione della chiesa di San Pietro sostenuta da San Domenico
9. Santi di Tito, Incontro tra San Domenico e San Francesco
10. Gregorio Pagani, Papa Onorio III conferma la Regola domenicana
11. Santi di Tito, Gli apostoli Pietro e Paolo appaiono a San Domenico
12. Giovanni Maria Butteri, San Domenico resuscita un bambino
13. Benedetto Veli, San Domenico resuscita un muratore
14. Alessandro Fei, San Domenico resuscita il nipote del Cardinale Orsini
15. Domenico Buti, San Domenico porta in processione un'immagine della Madonna, databile forse intorno al 1585, che mostra la sua consueta gamma cromatica limpida e tendenzialmente fredda.[1]
16. Lorenzo Sciorina, San Domenico libera un'ossessa dal demonio
17. Ludovico Buti, Beato Reginaldo prende gli abiti domenicani
18. Giovanni Balducci, Lavanda dei piedi

### Lato nord

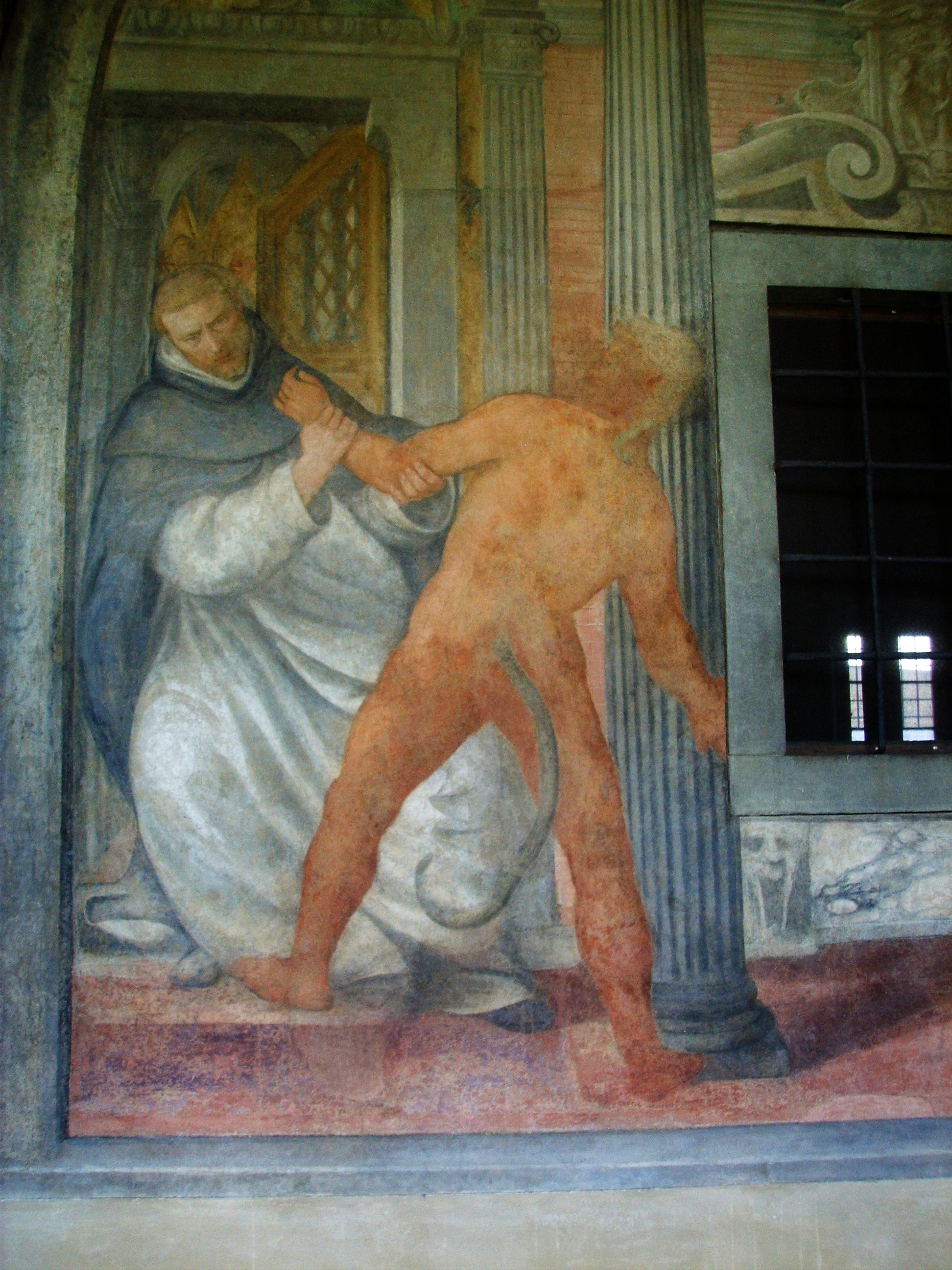
Simone da Poggibonsi, San Domenico conduce il demonio nel Capitolo (dettaglio)

Proseguono fino alla conclusione le Storie di San Domenico e di Gesù. Le dodici lunette del lato breve sono tutte affrescate. Su questo lato si aprono le finestre che illuminano le stanze retrostanti, perciò gli artisti si sono sbizzarriti a inserirle nella composizione, chi dipingendo una parete dove la finestra sembra essere un elemento della scena dipinta, chi nel quadrato del frontone di un altare, chi semplicemente ignorandole e concentrando le scene sulle parti laterali. 
All'angolo nord est l'unica lunetta dipinta da Alessandro Allori.
1. Giovanni Balducci, Cristo condotto da Pilato
2. Santi di Tito, I fratelli domenicani a mensa nutriti dagli angeli
3. Ludovico Buti, La Madonna con i frati domenicani appare a San Domenico
4. Cosimo Gamberucci, Flagellazione di San Domenico
5. Simone da Poggibonsi, San Domenico conduce il demonio nel Capitolo
6. Cosimo Gheri, Il demonio scaglia una grossa pietra contro San Domenico, che viene riparato dagli angeli
7. Cosimo Gamberucci, Giovanni da Salerno prende possesso di Santa Maria Novella
8. Ludovico Buti, Agonia di San Domenico
9. Santi di Tito, Morte di San Domenico
10. Cosimo Gamberucci, Cosimo Gamberucci, San Domenico ascende al cielo
11. Giovanni Balducci, Deposizione nel sepolcro del corpo di San Domenico
12. Alessandro Allori e Giovanni Maria Butteri, Trasporto del corpo di Cristo

### Lato est

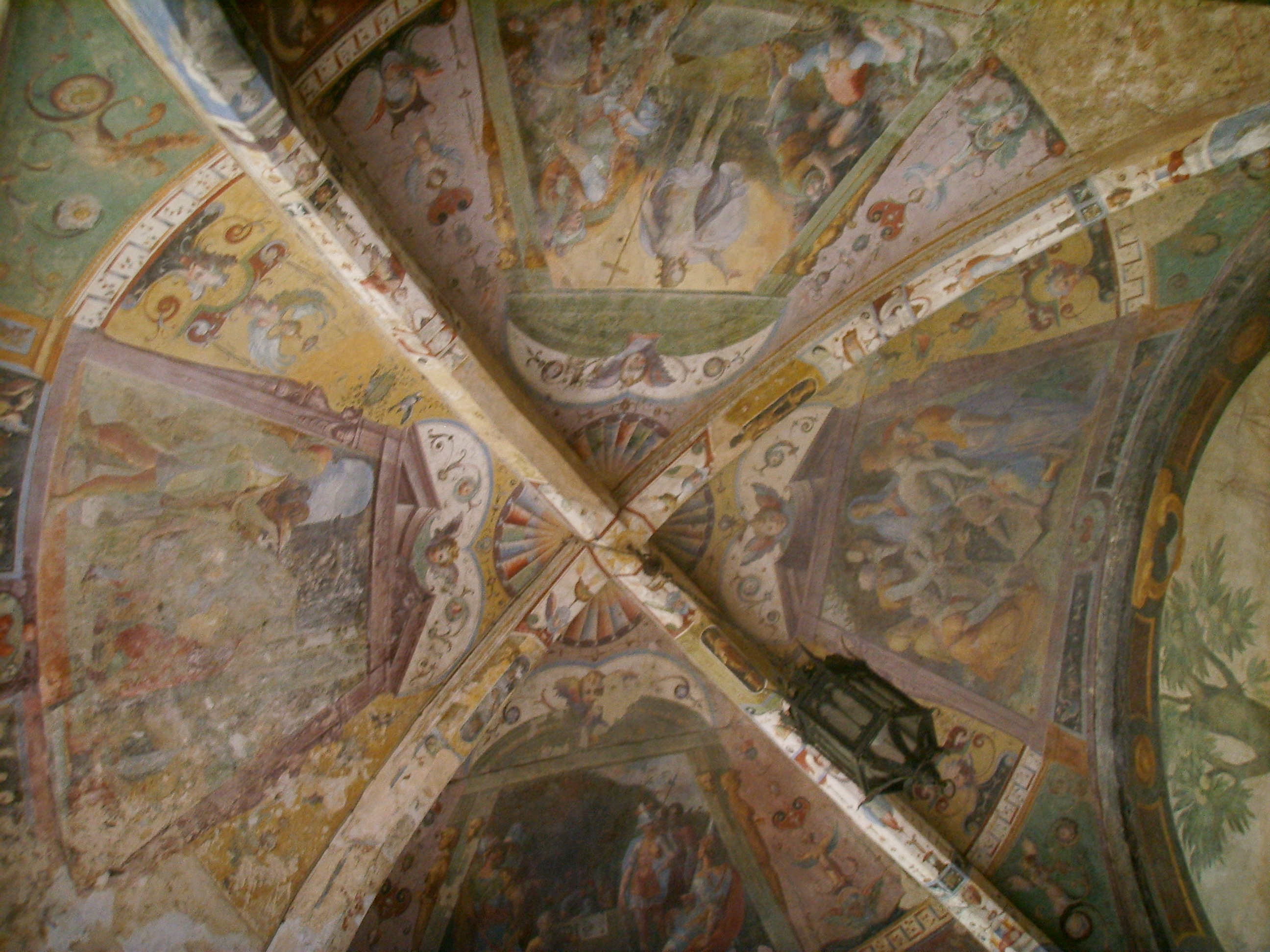
La volta dell'angolo nord-est

Il lato est è decorato dalle Storie di San Pietro Martire, di Gesù (in continuazione dalle pareti precedenti), di San Tommaso d'Aquino e di San Vincenzo Ferrer. Anche qui al centro di alcune scene si aprono delle finestre del convento. Questo è il lato che conduce alla basilica, infatti al centro si apre un bel portale con architrave scolpita, ed è anche quello con meno lunette dipinte: solo dodici su diciotto.
1. Ludovico Cigoli, Cristo discende al limbo
2. Benedetto Veli, San Pietro Martire a colloquio con le vergini
3. Lorenzo Sciorina, Battaglia tra cattolici ed eretici al tempo di San Pietro Martire
4. Lorenzo Sciorina, Supplizio di San Pietro Martire
5. Cosimo Gamberucci, San Tommaso viene cinto da due angeli con cingolo di perpetua castità
6. Antonio Nicola Pillori, San Tommaso d'Aquino alla mensa di Re Luigi IX (1730)
7. Portale con architrave trecentesca scolpita, con un'Adorazione dei Magi
8. Mauro Soderini, San Tommaso d'Aquino presenta l'uffizio del Corpus Domini a Urbano IV (1730)
9. Ludovico Buti, San Tommaso D'Aquino in cattedra
10. Ludovico Cigoli, San Vincenzo Ferrer riceve l'abito domenicano
11. Giovanni Maria Butteri, Predica di San Vincenzo Ferrer
12. Cosimo Gamberucci, San Vincenzo Ferrer risana gli infermi
13. Giovanni Maria Butteri, Gesù Cristo appare alla Maddalena in veste di Ortolano

### Lato sud

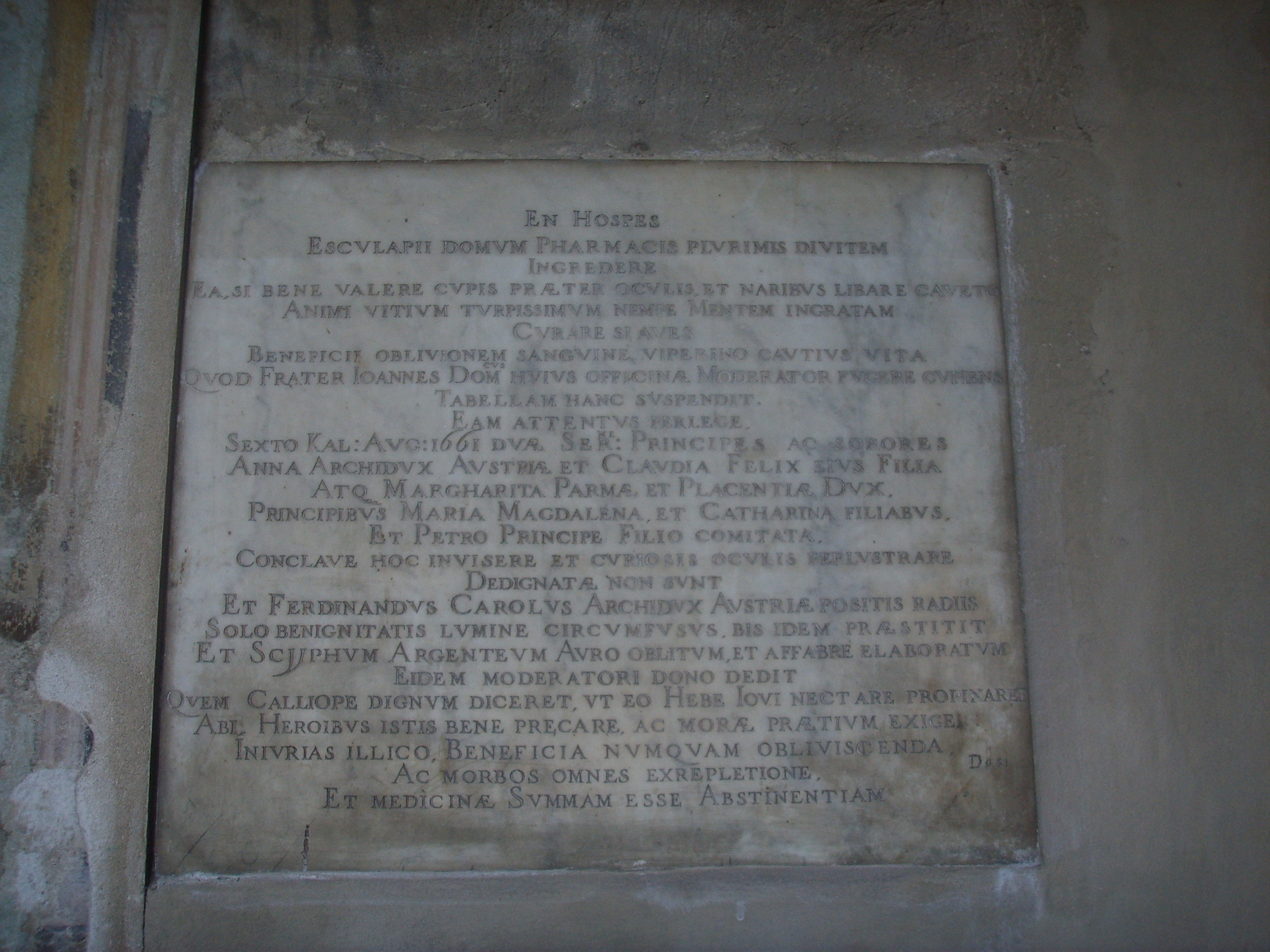
La lapide sull'attività farmecautica dei frati

Sul lato sud si trovano la prima e l'ultima scena del ciclo. In particolare qui sono rappresentati alcuni episodi su vari santi domenicani, come San Vincenzo Ferrer, Sant'Antonino, Santa Caterina da Siena e Santa Rosa da Lima. Agli angoli le due scene della vita di Cristo della Ascensione e la Nascita. Sono state dipinte dieci lunette su dodici e in parte risalgono a lavori successivi alla primaria decorazione, al 1607 e il 1730. Al centro si apre l'antica porta della Farmacia di Santa Maria Novella, opera di Matteo Nigetti, affiancata da due lapidi che ricordano l'attività farmaceutica dei frati ed alcuni privilegi concessi dal granduca.
1. Alessandro Fei e Giovanni Maria Butteri, Ascensione di Cristo ai lati Il Granduca Ferdinando I nel panni di Davide e Francesco I nei panni di Isaia
2. Bernardino Monaldi, Vincenzo Ferrer resuscita un fanciullo ucciso dalla madre (1607)
3. Giovanni Balducci, Sant'Antonio entra a Firenze in veste di Arcivescovo
4. Benedetto Veli, Sant'Antonino guarisce un fanciullo
5. Giammaria Casini, Sant'Antonino si reca da papa Pio II in qualità di ambasciatore della Repubblica Fiorentina
6. Mauro Soderini, Sant'Antonino e i ciechi (1730)
7. Giovanna Maria Butteri, Morte di Sant'Antonino
8. Giovanni Battista Paggi, Santa Caterina da Siena prega per i condannati a morte
9. Francesco Bambocci, Santa Rosa di Lima trasporta la Croce (1730)
10. Giovanni Balducci, Nascita di Gesù

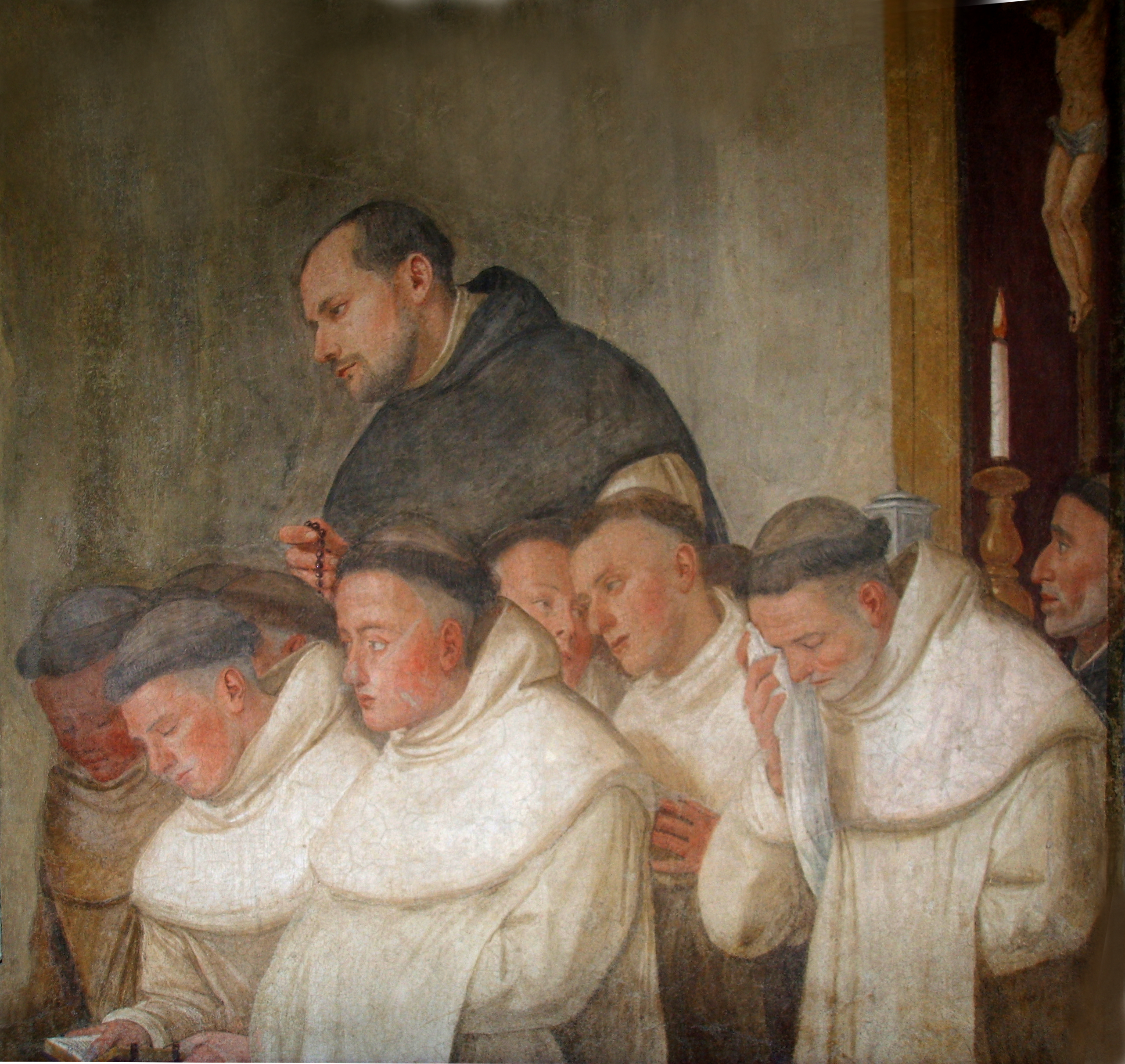
Santi di Tito, Morte di San Domenico (dettaglio)
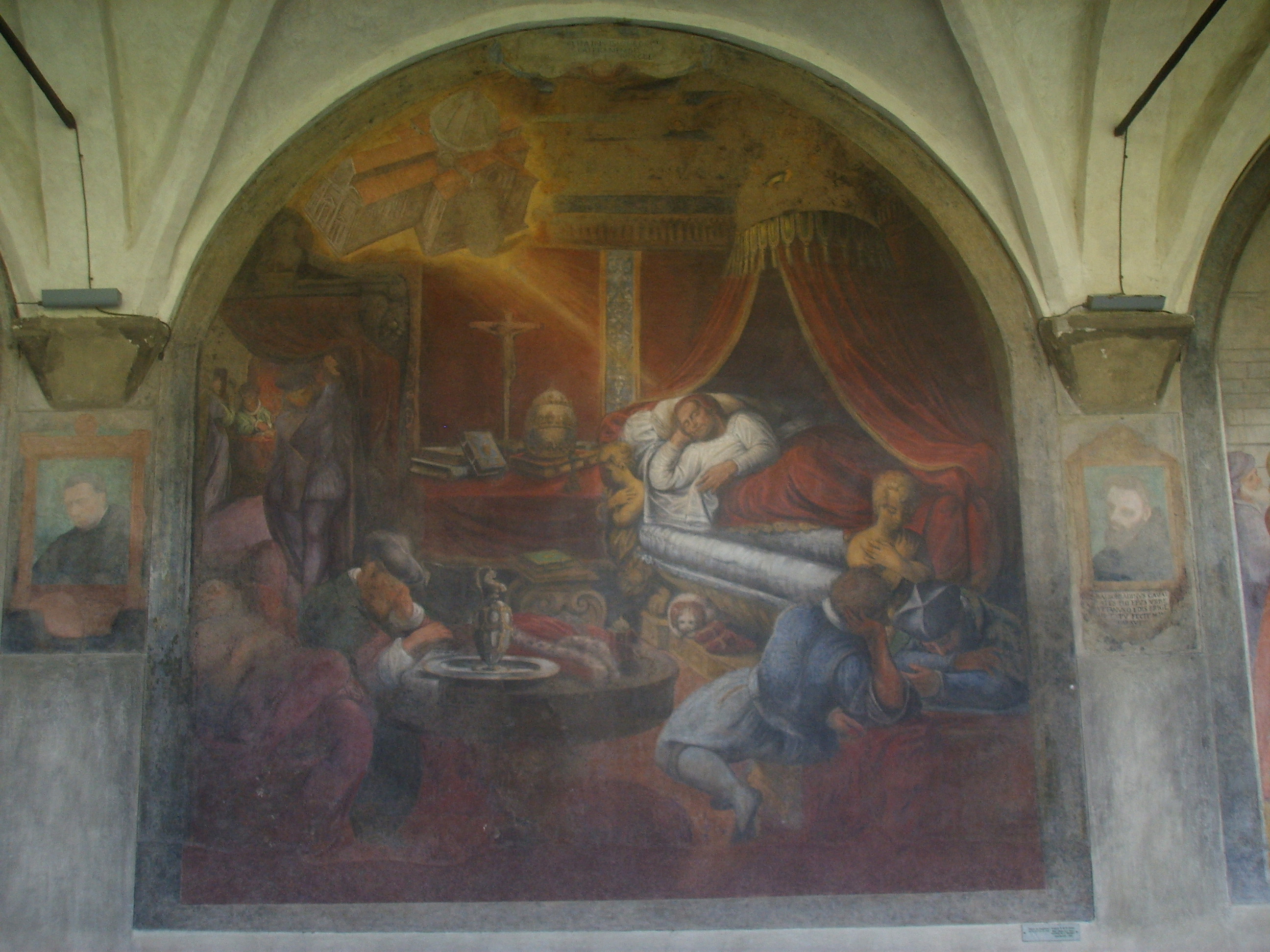
Simone da Poggibonsi, Gregorio IX ha la visione della chiesa di San Pietro sostenuta da San Domenico
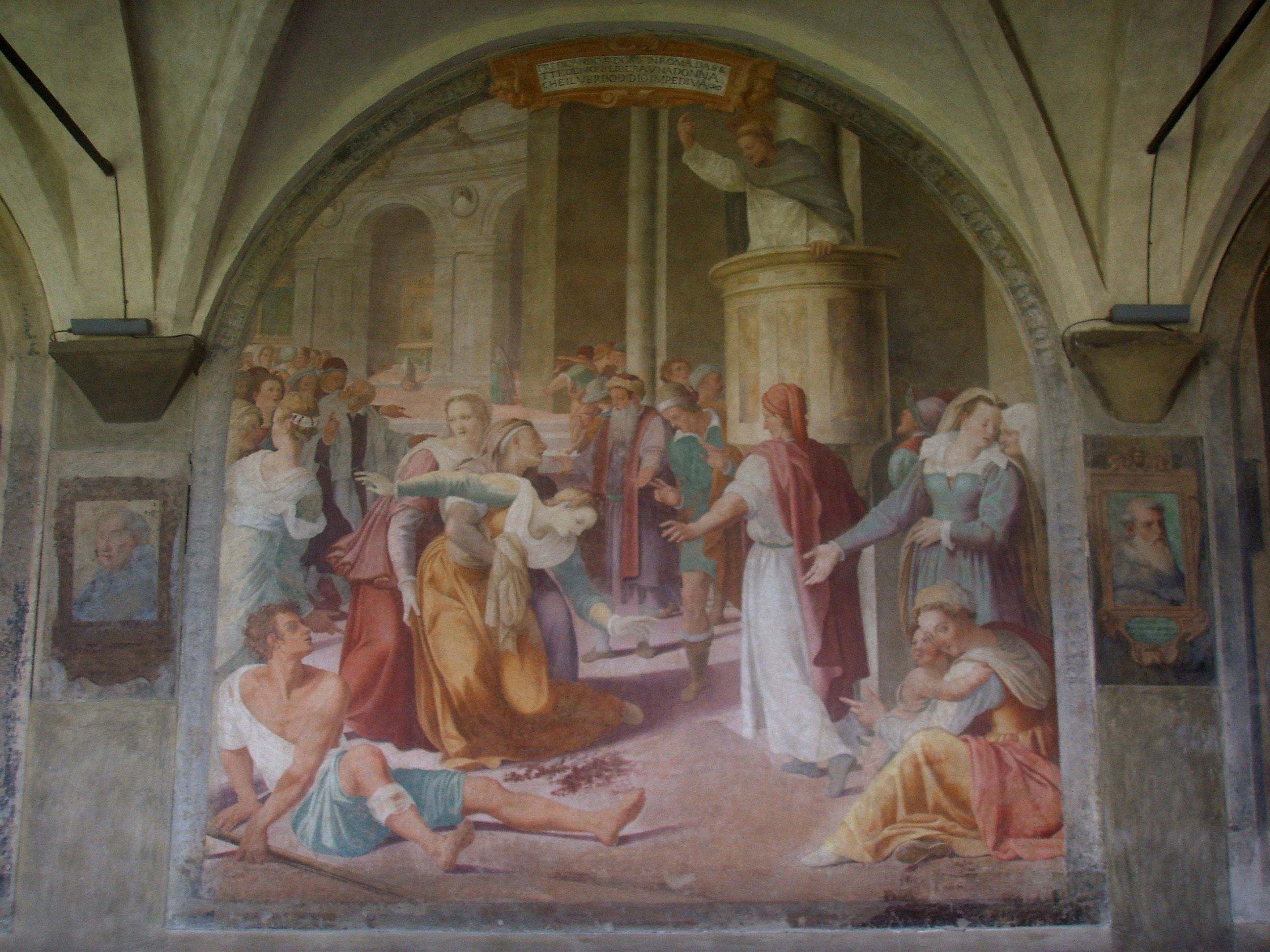
Lorenzo Sciorina, San Domenico libera un'ossessa dal demonio
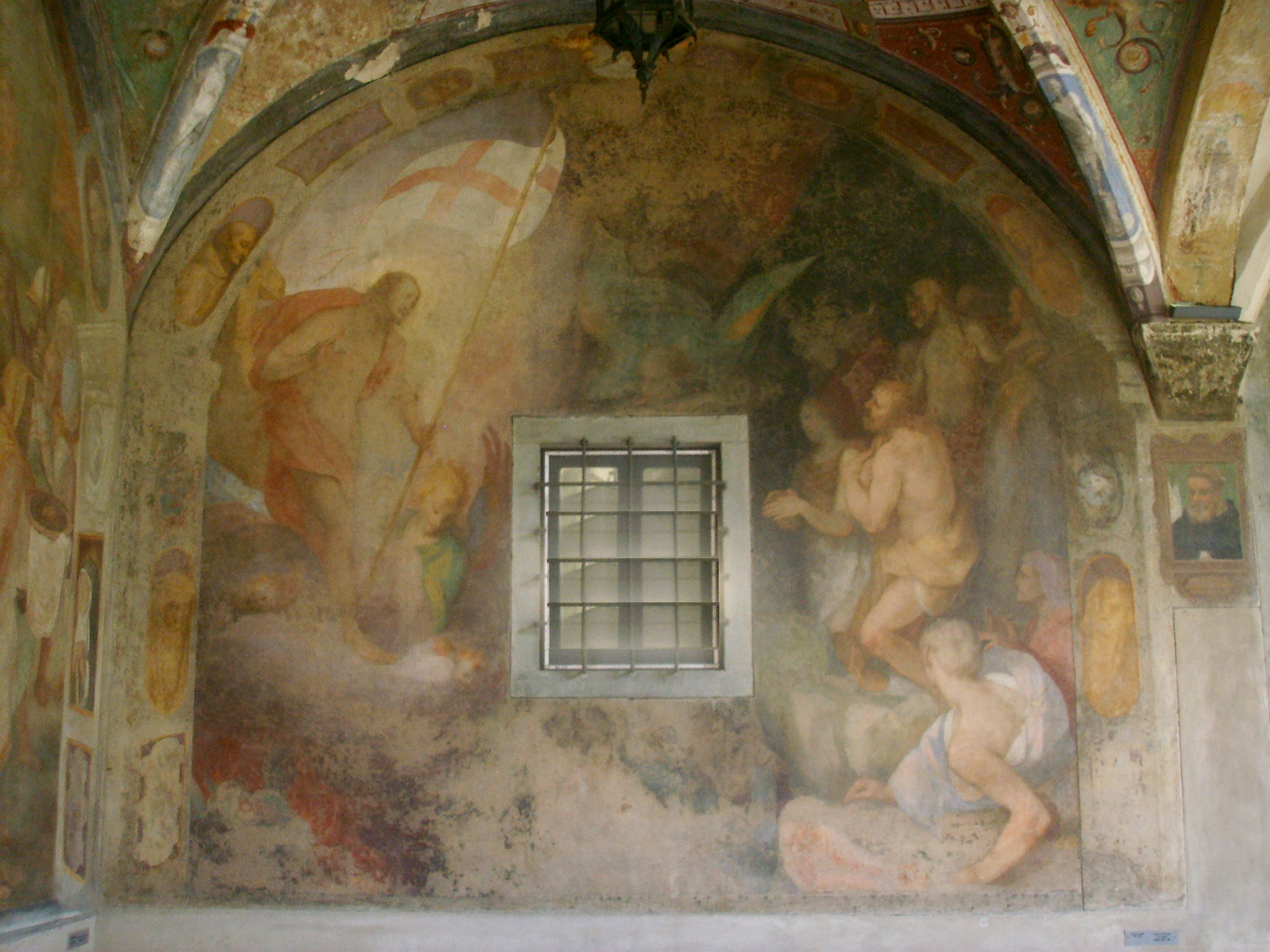
Ludovico Cigoli, Cristo discende al limbo